# Gone (Charli XCX e Christine and the Queens)
Gone è un singolo della cantante britannica Charli XCX e della cantante francese Christine and the Queens, pubblicato il 17 luglio 2019 come terzo estratto dal terzo album in studio di Charli XCX, Charli.